# Londyn po północy
Londyn po północy (ang. London After Midnight) – amerykański niemy film grozy z 1927 roku.
Film uznawany jest obecnie za zaginiony. Ostatnia znana kopia spłonęła w czasie pożaru magazynu, w której była przechowywana w 1967 roku. W 2002 roku telewizja TCM wyemitowała 47-minutową rekonstrukcję filmu, która została odtworzona na podstawie zachowanych zdjęć.

## Obsada
- Lon Chaney – Profesor Edward C. Burke
- Marceline Day – Lucille Balfour
- Henry B. Walthall – Sir James Hamlin
- Percy Williams – Kamerdyner
- Conrad Nagel – Arthur Hibbs
- Polly Moran – Panna Smithson
- Edna Tichenor – Wampirzyca Luna
- Claude King – Roger Balfour
- Andy MacLennan – Pomocnik wampirzycy